# Феніанці
Феніанці, Фенії (англ. Fenian) — члени Ірландського революційного братства (ІРБ) та Братства Феніанців, які в другій половині XIX ст. на початку XX ст. боролися за визволення Ірландії від британського панування. Назву «Феніанці» вперше вжив Джон О'Магоні (John O'Mahony) стосовно Ірландської республіканської групи, яку він заснував в США в 1858 році.